# Sielsowiet Podłabienie
Sielsowiet Podłabienie (biał. Падлабенскі сельсавет, ros. Подлабенский сельсовет) – sielsowiet na Białorusi, w obwodzie grodzieńskim, w rejonie grodzieńskim.
24 kwietnia 2008 z sielsowietu wyłączono wsie Baranowicze, Dzmitryjeuka, Gołowicze, Kiełbasin, Łosośna i Nowiki, które przyłączono do Grodna.

## Miejscowości
- agromiasteczka:
  - Podłabienie
  - Racicze
- wsie:
  - Adamowicze
  - Balla Solna
  - Bielany
  - Bohatery Polne
  - Bojary
  - Dobrowolszczyzna
  - Dubnica
  - Ginowicze
  - Kapłanowce
  - Karolin
  - Komisarowo
  - Koniuchy
  - Królewszczyzna
  - Kułakowszczyzna
  - Lichosielce
  - Łabno-Ogrodniki
  - Mickiewicze
  - Naumowicze
  - Nowosiółki
  - Perstuń
  - Podjatle
  - Prokopowicze
  - Puszkary
  - Pyszki
  - Rogacze
  - Rogacze-Kolonia
  - Sanniki
  - Skryniki
  - Sołowieje
  - Strzelczyki
  - Tarusicze
  - Tomasze
  - Trycze
  - Ulkowce
  - Wołowiczowce
  - Zagorany
  - Zofiowo